# 十二烷二酰氯
十二烷二酰氯是一种有机化合物，化学式为C12H20Cl2O2。

## 制备
将1,12-十二烷二酸、草酰氯和1~2滴DMF溶解在二氯甲烷中，于室温搅拌反应，反应结束后真空蒸去草酰氯和二氯甲烷，得到产物。